# Pieter Rupke
Pieter Rupke (Moerkapelle, 10 oktober 1823 - Waddinxveen, 6 juli 1909) was een Nederlandse burgemeester.

## Leven en werk
Rupke werd in oktober 1823 te Moerkapelle geboren als zoon van de arbeider Christiaan Rupke en van Jannetje Soet. Rupke was politiek actief voor de ARP. Hij werd in 1874 gekozen tot  gemeenteraadslid van Waddinxveen. Hij vervulde ook enkele jaren de functie van wethouder. Hij ijverde voor de totstandkoming van christelijk nationaal onderwijs en stichtte in 1868 de plaatselijke christelijke school, waarvan hij gedurende 36 jaar voorzitter en daarna nog vijf jaar erevoorzitter zou zijn. In juli 1889 werd hij, op 65-jarige leeftijd, benoemd tot burgemeester van Waddinxveen. Hij vervulde deze functie tot  1 juli 1897 toen hij op zijn verzoek eervol ontslag kreeg verleend. Hij werd opgevolgd door Sebo Tuymelaar. Rupke bleef daarna nog lid van de gemeenteraad van Waddinxveen.
Rupke trouwde op 16 juli 1853 te Bodegraven met Gerritje Kapteijn. Hij overleed in juli 1909 in zijn woonplaats Waddinxveen op 85-jarige leeftijd. Zijn zonen J.J. Rupke en Chr. Rupke waren burgemeester van respectievelijk Gouderak en Boskoop.